# Ainu
Ljudstvo Ainú je staroselsko ljudstvo Japonske, ki se je ohranilo na severu otoka Honšu in na najsevernejšem japonskem otoku Hokaido ter na ruskih Kurilskih otokih, otoku Sahalin in na jugu polotoka Kamčatka. Na Japonskem je čistokrvnih Ainujev okoli 50.000; oseb, ki imajo nekaj ainujske krvi pa je okoli 150.000.
Ainujščina se povsem razlikuje od japonščine, razen novejših izposojenk. Doslej niso našli nikakršne sorodstvene povezave z drugimi jeziki. Nepotrjena je tudi hipoteza o tem, da bi Ainuji bili predniki Indijancev.